# Loulad
Loulad è una città del Marocco, nella provincia di Settat, nella regione di Casablanca-Settat. È situata a pochi chilometri da Khouribga.
Tlat Loulad è chiamato anche Fini, questa denominazione deriva da un francese che abitava lì durante il colonialismo francese in Marocco.